# Prithika Pavade
Prithika Pavade (Villepinte, 2 augustus 2004) is een Franse professioneel tafeltennisser. Zij speelt linkshandig met de shakehandgreep. Haar ouders zijn in India geboren. Ze nam deel aan de Olympische Zomerspelen 2020 in Tokio, waar ze geen medailles won.

## Belangrijkste resultaten
- Brons met het Franse team op de wereldkampioenschappen 2024.
- Brons met het Franse team op de Europese kampioenschappen tafeltennis 2021.
- Brons met het Franse team op de Europese kampioenschappen tafeltennis 2023.
- Brons op de gemengd dubbel van de Europese kampioenschappen tafeltennis 2020 met Simon Gauzy.